# Basté (Künstlerfamilie)
Die Künstlerfamilie Basté war eine deutsche Schauspielerfamilie des 19. Jahrhunderts und bestand aus folgenden Personen:
- Julius Basté (unbekannt–1847), Theaterleiter
  - Ferdinand Basté (1818–1897), Schauspieler und Prinzipal
  - Theodor Basté (1830–1887), Schauspieler und Theaterleiter
    - Charlotte Basté (1867–1928), Schauspielerin ⚭ Franz Wallner (1854–1940), österreichischer Schauspieler und Schriftsteller, Sohn von Franz und Agnes Wallner (Pflegetochter des Politikers Robert Blum)
      - Franz Wallner-Basté (1896–1984), deutscher Musik-, Literatur- und Theaterkritiker, Übersetzer, Sachbuchautor, Drehbuchautor, Publizist, Rundfunkintendant und Senatsrat

    - Käthe Basté (1876–nach 1902), Schauspielerin
    - Paula Basté (unbekannt–nach 1902), Schauspielerin

  - Adolf Basté (1834–nach 1855), Tänzer, Schauspieler und Theaterleiter
  - Heinrich Basté (1837–1891), Tänzer und Schauspieler
    - Frida Basté (unbekannt–nach 1902), Schauspielerin

  - August Basté (unbekannt–1873), Schauspieler

Zudem gehörten folgende Schauspieler der Familie an, die genauen verwandtschaftlichen Beziehungen sind bisher unbekannt:
- Anna Basté, wirkte am Hoftheater Hannover
- Gustav Basté, wirkte als jugendlicher Komiker
- Helene Basté, wirkte als Anstandsdame
- Wilhelmine Basté, wirkte als Schauspielerin und Sängerin